# 安德鲁·萨里斯
安德鲁·萨里斯（1928年10月31日 – 2012年6月20日），美国影评人，美国作者论的首位倡导者。

## 生活和事业
萨里斯生于纽约布鲁克林区，在皇后區的臭氧公园（Ozone Park）附近长大，父母是希腊移民。 他1951年毕业于哥伦比亚大学（1998年取得硕士学位）；从Army Signal Corps服役3年后旅居巴黎一年，并在那里结识了尚盧·高達和法蘭索瓦·杜魯福。返回纽约的下东城之后，萨里斯在返回影评事业前，很快在他的母校和教育学院学习了研究生课程。在他为《电影文化》撰写影评后，1960年，他在《村声》发表了称赞《驚魂記》的影评。受《电影手册》启发，他在美国推广和普及电影作者论，并于1962年在《作者论笔记》一文中，创造了“auteur”这个半英语半法语的术语，认为电影是导演进行自我表达的媒介，这样的导演应当视为一位“auteur”。
1968年，他出版了影响深远的著作《美国电影：导演与导演术1929-1968》。尽管该书对有声片导演的评判显得武断而主观，但它却影响了许多影评人，帮助人们加深了对电影导演地位、尤其是作者理论的认识。在《美国电影》一书里，萨里斯列举了14位在美国拍片的导演，并为他们造了一座“万神殿”。这些“最伟大的导演”是：羅伯·佛萊厄提、约翰·福特、大衛·格里菲斯、霍華·霍克斯、巴斯特·基頓和奧森·威爾斯;德国导演有，弗里茨·朗、恩斯特·劉別謙、F·W·穆瑙、馬克思·歐弗斯、约瑟夫·冯·斯坦伯格；英国导演查理·卓别林、亞弗列·希治閣;以及法国导演让·雷诺阿。
此外，他也评出了二三流导演。同时对比利·懷德、大卫·利恩和斯坦利·库布里克等人刻意贬低。在1998年的作品《美国有声电影：历史与记忆1927-1949》中，他重估了比利·懷德的地位，将他列入一流导演，并为早年著作《美国电影》中的草率论断致歉。
萨里斯常年为NY Film Bulletin和《村声》撰写影评，在他的职业生涯中，他一直被视为宝琳·凯尔的对手。凯尔在《方与圆》一文中，对电影作者论发起了猛烈的攻击，凯尔还在《凯恩的培养之路》（Raising Kane，1971）中对萨里斯引证的《公民凯恩》进行批驳。
他的职业生涯得到认可，是在Gerald Peary的记录片《电影之爱：美国电影批评史》（For the Love of Movies: The Story of American Film Criticism）里，片中他解释了自己如何将作者论应用到希区柯克的《驚魂記》。谈及他与老对手宝琳·凯尔的论战时，他机敏地评论说：“我们彼此成就了对方，算是针锋相对。”
此后他继续为《纽约观察家》撰写电影评论，直至2009年。他同时担任哥伦比亚大学电影学教授一职，并于2011年退休，主要授课内容为：世界电影史、美国电影和希区柯克研究。他联合创办了美国电影评论协会，J. Hoberman、Kenneth Turan、Armond White、Michael Phillips和AO Scott都曾表示受过他的影响。
萨里斯和影评家莫莉·哈斯凯尔在1969年结婚；他们在曼哈顿的上东城生活。

## 作品
- 《斯坦伯格电影研究》（The Films of Josef Von Sternberg，1966）
- 《美国电影：导演与导演术1929-1968》（The American Cinema: Directors and Directions 1929–1968）
- 《一个狂热崇拜者的告白》（Confessions of a Cultist，1970）
- 《原初银幕》（Primal Screen，1973）
- 《政治与电影》（Politics and Cinema，1978）
- 《约翰·福特电影之谜》（The John Ford Movie Mystery，1983）
- 《美国有声电影：历史与记忆1927-1949》（You Ain't Heard Nothin' Yet: The American Talking Film – History and Memory, 1927–1949）